# Affaire Lindsay Hawker
L'affaire Lindsay Hawker est une affaire concernant le viol et le meurtre de Lindsay Ann Hawker commis par Tatsuya Ichihashi (市橋 達也, Ichihashi Tatsuya) le 26 mars 2007 à Ichikawa, dans la préfecture de Chiba au Japon. Lindsay était une Britannique âgée de 22 ans travaillant à l'école de conversation anglaise Nova (en).

## Historique de l'affaire

### Contexte de la rencontre
Né le 5 janvier 1979, Ichihashi grandit dans les préfectures de Gifu et de Chiba. Ses parents étant médecin et dentiste, il cherche à entrer en faculté de médecine pendant quatre ans mais finit par intégrer le département des sciences de l'environnement et de l'architecture du paysage de la faculté d'horticulture de l'université de Chiba. Il obtient son diplôme en mars 2005 mais ne trouve pas de travail. À l'époque, il vit dans un appartement avec trois chambres appartenant à sa famille, ses parents lui envoient plus de 100 000 yens par mois et il apprend l'anglais dans le but d'aller poursuivre ses études à l'étranger. Mais peu de temps avant l'incident, alors qu'il a 28 ans, il rate ses examens et son père l'informe qu'il ne recevra plus d'argent,.
D'après le témoignage de la colocataire canadienne de Lindsay, Ichihashi l'approche pour la première fois le 20 mars 2007 devant les portiques de la station Gyōtoku du métro de Tokyo et la suit jusqu'à son domicile alors qu'elle est à vélo et lui à pied. Arrivés devant chez elle, il lui demande un verre d'eau. Rassurée par la présence de ses colocataires, elle accepte de le laisser entrer chez elle. Il lui dessine son portrait et lui laisse ses coordonnées. Ils échangent quelques e-mails et conviennent d'un rendez-vous le 25 mars pour un cours privé de conversation anglaise payé 3 500 yens.

### Déroulement des faits
Le 25 mars, à 9h, Ichihashi et Lindsay sont aperçus sur les caméras de surveillance d'un café proche de la station de métro Gyōtoku où ils s'étaient donnés rendez-vous,. À la fin du cours, Ichihashi prétend avoir oublié de prendre l'argent pour payer le cours. Ils prennent ensemble un taxi pour aller le chercher à son appartement. Elle demande au taxi de l'attendre mais celui-ci repart au bout de sept minutes. D'autres caméras de surveillance révèlent qu'ils étaient tous les deux dans l'ascenseur de l'immeuble d'Ichihashi à 9h54. Une fois chez lui, il la pousse, l'attache et la viole. Il met la victime dans une baignoire amovible, la séquestre et la bat pendant qu'elle le supplie de la détacher,. Vers minuit, il envoie un e-mail à sa petite amie de l'époque pour lui dire qu'il ne pourra pas la voir pendant une semaine.
Le 26 mars, entre 2h et 3h du matin, la victime défait ses liens et tente de s'échapper. C'est à ce moment qu'il se met à l'étrangler. Après la mort de la victime, il fait six allers-retours à la quincaillerie pour acheter 56 litres d'akadama, 50 litres de terreau à base de compost, une pelle, deux désodorisants accélérant la fermentation et des jeunes pousses. Il déplace la baignoire avec le corps sur le balcon et la remplit des matériaux précédemment achetés,.
À 14h30, l'école Nova signale la disparition de Lindsay, qui ne s'est pas présentée au travail depuis deux jours, et deux policiers du commissariat de Funabashi entreprennent de fouiller le domicile de Lindsay. Après avoir découvert un papier sur lequel semblait avoir été dessiné le portrait de Lindsay avec le numéro et l'adresse e-mail de Tatsuya Ichihashi, ils décident de se rendre au domicile de ce dernier.
À 17h40, les deux policiers arrivent au domicile d'Ichihashi, situé au troisième étage d'un immeuble à Ichikawa, mais sont contraints d'attendre les renforts.
À 19h45, sept membres supplémentaires de la Section sécurité locale et de la Section criminelle sont prêts à intervenir. Ils interrogent les voisins, qui déclarent avoir entendu des bruits de métal rayant le sol et quelque chose être traîné par terre entre le dimanche soir et le lundi matin. Ils observent le balcon de l'appartement d'Ichihashi depuis celui d'un voisin mais, dans l'obscurité, ne parviennent pas à distinguer la baignoire dans laquelle se trouve pourtant le corps de Lindsay.
À 21h40, Ichihashi, pieds nus et équipé d'un sac à dos, sort de son appartement pour faire face aux enquêteurs sur le palier. Lorsqu'ils tentent d'entrer dans l'appartement, Ichihashi prend la fuite par les escaliers de secours. Un des enquêteurs parvient à lui arracher son sac mais pas à l'arrêter. D'autres sont postés en bas des escaliers de secours précisément pour éviter toute tentative de fuite mais le laissent s'échapper à leur tour. Ichihashi se dirige alors vers la station de métro Gyōtoku en passant par le parking à l'arrière de l'immeuble.

### Enquête
Le corps de Lindsay est finalement découvert dans une baignoire remplie de sable et de terreau à base de compost installée sur le balcon de l'appartement d'Ichihashi. Elle est nue, penchée en avant avec les pieds et les poings liés, et couverte d'ecchymoses. Ses cheveux ont été coupés et mis dans un sac plastique retrouvé dans la cuisine,. Un préservatif contenant des fluides corporels dont l'ADN correspond à celui d'Ichihashi est également retrouvé dans un sac poubelle à l'intérieur de l'appartement. Des cellules de la victime sont découvertes sur la partie extérieure du préservatif.
L'autopsie médico-légale conclut à une mort par suffocation à la suite d'une forte pression exercée sur le cou accompagnée de deux fractures de l'os hyoïde,. Elle permet également de constater une hémorragie sous-cutanée au niveau des marques de coups sous l'orbite de l'œil droit et sur la joue gauche,,.
Le lendemain de la fuite d'Ichihashi, un mandat d'arrêt est délivré à son encontre pour abandon de cadavre et il est ajouté à la liste des personnes recherchées à l'échelle nationale. Le commissariat de police de Gyōtoku a recours à des chiens policiers dans le cadre des recherches. Les chiens réussissent à détecter son odeur jusqu'à la station de métro Gyōtoku, où sont retrouvées par terre des chaussettes qui semblent avoir été portées par Ichihashi,.
Le 29 juin 2007, la famille de la victime tient une conférence de presse à l'ambassade du Royaume-Uni au Japon et lance un appel à toutes les personnes susceptibles de détenir des informations pouvant mener à l'arrestation d'Ichihashi. Le même jour, une récompense spéciale d'un million de yens est mise en place pour toute information permettant de localiser Ichihashi, l'affaire bénéficiant du système de récompense officielle créé par l'Agence de Police Nationale du Japon. Le montant de la récompense passe à 10 millions de yens le 26 juin 2009,,.
Le 13 mars 2008, près d'un an après le meurtre de Lindsay, un nouvel avis de recherche est diffusé, montrant Ichihashi les cheveux teints en châtain avec des lunettes mais également déguisé en femme. Plus de 4 000 affiches et 30 000 tracts sont distribués à travers tout le Japon, en particulier dans les gares et les hôtels. Dans le même temps, le quartier général chargé de l'enquête affirme que 140 policiers sont toujours affectés aux recherches.
Le 18 mars 2008, des photos du sac à dos, des chaussures et des chaussettes qu'Ichihashi avait laissés derrière lui ainsi que du portait qu'il avait dessiné de la victime sont publiées sur le site web de la police préfectorale de Chiba, espérant notamment que son style de dessin soit reconnu par quelqu'un,.
Le 24 octobre 2008, le journal britannique The Times publie un article déclarant : « certains enquêteurs expérimentés pensent que si Ichihashi était vivant, il aurait déjà été attrapé, et qu'il s'était sûrement suicidé dans un lieu isolé où il ne pourrait jamais être retrouvé », mais le Président de la Commission nationale de sécurité publique Tsutomu Satō (佐藤 勉, Satō Tsutomu) dément l'information lors d'une conférence de presse le jour même,.

## Actions entreprises par la famille de la victime
Que ce soit seule ou accompagnée des médias anglais, la famille de Lindsay s'est rendue au Japon à plusieurs reprises pour aller se recueillir sur le lieu de l'incident, distribuer des tracts à la station de métro Gyōtoku ou faire appel à l'aide de chacun pour pouvoir arrêter Ichihashi.
Le 1er avril 2007, Graham Fry, l'ambassadeur du Royaume-Uni au Japon à l'époque, tient une conférence de presse à Tokyo durant laquelle il sollicite la coopération de chacun pour arrêter Ichihashi et apporte son soutien aux actions entreprises par la famille de Lindsay.
Le 27 juin 2007, un site web est lancé dans le but de vendre des T-shirts sur lesquels est imprimé le visage d'Ichihashi, tandis que la famille fait régulièrement des apparitions dans les médias afin d'éviter à l'affaire de se tasser,.
Le 30 juin 2007, l'émission « Kiseki no Tobira : TV no Chikara » (奇跡の扉 TVのチカラ (ja), La Porte des miracles : le Pouvoir de la télévision) diffuse un épisode consacré à l'affaire sur la chaîne TV Asahi dans lequel les parents de la victime, en visite au Japon, interviennent et demandent à la population de tout le pays de leur fournir quelconque information pouvant s'avérer pertinente.
L'enquête reçoit du soutien de toutes parts et d'après le média anglais MailOnline, le père de Lindsay, Bill Hawker, a même demandé de l'aide aux yakuzas pour retrouver Ichihashi ; ce qu'ils ont accepté. Il a rencontré, entre autres, un chef du Yamaguchi-gumi, une des plus puissantes organisations de la mafia japonaise.

## Cavale de l'assaillant
Au début de sa cavale, Ichihashi se procure des sandales et une veste dans une décharge. Il a environ 50 000 yens sur lui. Il tente de prendre contact via une cabine téléphonique avec sa petite amie de l'époque qui possède une voiture pour lui demander de fuir avec lui mais la ligne est occupée,.
Le premier jour de sa fuite, Ichihashi vole un vélo abandonné et prend le train pour se rendre à Akihabara depuis son logement à Ichikawa en passant par Ueno. Il s'arrête en cours de route à l'université de l'hôpital de Tokyo dont il investit les toilettes handicapées pour modifier son apparence en rétrécissant ses narines à l'aide d'une aiguille et de fils. Il retire ensuite deux grains de beauté de sa joue droite à l'aide d'un cutter et découpe sa lèvre inférieure avec des ciseaux pour la rendre plus fine.
Ichihashi se met à errer dans le nord du Kantō entre Saitama, Gunma ou encore Ibaraki. Puis il se dirige vers le sud et va jusqu'à la baie de Suruga dans la préfecture de Shizuoka en passant par Atami. En avril, il décide de partir vers le nord jusqu'à la préfecture d'Aomori. Ayant envoyé un e-mail à un ami de Fukuoka avant l'incident pour l'informer de son intention de passer le voir prochainement, il agit en pensant que les autorités pourraient supposer une fuite vers le sud en analysant le contenu de son ordinateur. Il se rend alors à Aomori en passant par Niigata. Il dort dans le parc en face de la gare d'Aomori pendant une semaine environ mais estime que la situation économique à Aomori n'est pas favorable et entreprend de consulter une agence pour l'emploi dans l'arrondissement de Nishinari à Ōsaka afin de pouvoir travailler et vivre. Il ne trouve pas de travail et se rend rapidement dans le Shikoku en passant par Okayama.
Ichihashi effectue le pèlerinage de Shikoku, qu'il débute à Takamatsu dans la préfecture de Kagawa et durant lequel il parcourt à la marche les préfectures de Tokushima, Kōchi et Ehime dans le but d'expier son crime,. Supposant qu'il serait humilié publiquement s'il était arrêté et qu'il n'obtiendrait aucune réduction de peine en se dénonçant à la suite de la diffusion de son signalement, il n'envisage pas de se rendre volontairement. En voyant sa photo affichée dans différents lieux du pèlerinage, il se dit que ce n'est qu'une question de temps avant d'être arrêté et réfléchit à aller vivre sur une île déserte. Il fait des recherches sur le sujet dans une bibliothèque de la ville de Kōchi et son choix se porte sur l'île d'Ōha, dans la préfecture d'Okinawa. Il interrompt son pèlerinage et se rend en ferry au port de Beppu depuis le port de Matsuyama puis rejoint Okinawa en passant par Kagoshima.
Son premier voyage sur l'île d'Ōha se soldant par un échec au bout d'une semaine et à court d'argent, Ichihashi gagne sa vie en travaillant sous un faux nom sur des chantiers, sur l'île principale d'Okinawa. Son expérience à Okinawa lui permet d'établir un style de vie dans lequel il alterne entre l'île d'Ōha et Ōsaka, où il travaille sur des chantiers de construction ou de démolition en étant nourri et logé,,. Il gagne environ 300 000 yens par mois. On lui propose également de travailler sur des bateaux ou des missions pour lesquelles on emploie habituellement des femmes mais il refuse. Son attitude au travail est bonne, mais soupçonnant qu'une enquête était en cours dans les alentours après avoir vu ce qui semblait être une voiture de police s'arrêter non loin de son logement, il s'enfuit à nouveau en laissant ses affaires dans sa chambre. Il retourne sur l'île d'Ōha à chaque fois qu'il craint que son identité a pu être compromise.
Au printemps 2008, il visite Tokyo Disneyland, où travaillait son ex petite-amie et dont il avait été jusqu'à en faire le thème de son mémoire de fin d'études,.
Le 24 octobre 2009, il subit une opération de chirurgie plastique au niveau du nez à l'aide des économies réalisées grâce à son travail lui fournissant nourriture et logement,.

### Vie sur l'île d'Ōha
Ichihashi se rend quatre fois sur l'île d'Ōha dans le bourg de Kumejima, district de Shimajiri dans la préfecture d'Okinawa. L'île d'Ōha fut connue pour être un site de plongée et de baignade en mer, mais à l'époque de l'affaire, seul un homme d'environ 70 ans y habite. Son plus long séjour a été de trois mois environ.
La première fois qu'il se rend sur l'île, il se cache près des parois rocheuses au bord de la mer, mais ne pouvant se contenter de vivre de la pêche et ne parvenant pas à s'approvisionner en nourriture, son séjour se solde par un échec au bout d'une semaine, dû à un manque de préparation. N'ayant pas de quoi payer le ferry pour retourner sur l'île principale d'Okinawa, il se fait arrêter par un employé pour avoir fraudé mais prétend avoir été renié par sa famille et s'être retrouvé sans argent ; il est relâché sans avoir été reconnu en tant qu'Ichihashi Tatsuya. Il cherche du travail sur l'île voisine de Kume sans rien trouver de convenable avant de vivre en autarcie.
À partir de son second séjour, Ichihashi s'installe dans un bunker de la Seconde Guerre mondiale. Ses recherches sur la survie à la bibliothèque lui permettent de vivre en cultivant fruits et légumes ainsi qu'en se nourrissant de poissons, de serpents, de concombres de mer et de crabes de cocotier qu'il cuisine au feu de camp,,. Quant à l'eau potable, il en ramène en remplissant des bouteilles en plastique lorsqu'il se rend une fois par semaine sur l'île d'Ou, à la nage. Le bois flottant étant présent en abondance sur l'île, il n'a pas de problème à trouver du bois comme combustible. Il se tient informé sur l'enquête en écoutant la radio.

## Arrestation

### Renseignements liés à une opération de chirurgie esthétique
Le 5 novembre 2009, alors qu'il range dans son dossier médical une photo du visage d'un patient ayant récemment subi une opération de chirurgie plastique et esthétique, un membre du personnel d'une clinique de la ville de Nagoya constate une correspondance avec Ichihashi alors qu'il soupçonne l'élimination de grains de beauté, ce qui est rare chez les hommes, et le signale. La police préfectorale de Chiba confirme d'après son ossature qu'il s'agit bien d'Ichihashi. Une nouvelle photo de son visage, fournie par la clinique, est rendue publique dans le cadre de son signalement, ce qui mène à 800 nouvelles pistes. Ichihashi s'était déjà fait refaire le visage - avec ou sans aide médicale - notamment en subissant une blépharoplastie asiatique, en relevant son nez, en affinant sa lèvre inférieure et en retirant deux grains de beauté, ce qui explique pourquoi ils ne se sont d'abord rendu compte de rien à la clinique au moment de l'opération,.

### Renseignements liés à une entreprise de construction
Ichihashi a travaillé dans une entreprise de construction à Kōbe du 29 février au 26 juin 2008 et dans une autre entreprise de construction à Ibaraki du 20 août 2008 au 11 octobre 2009. En voyant la nouvelle photo post-opération d'Ichihashi diffusée, son employeur à Ibaraki signale aux autorités qu'il avait été employé pour travailler sur des chantiers dans son entreprise,. Ils vivaient ensemble dans le logement de l'entreprise - où seront retrouvées ses empreintes digitales - mais Ichihashi était parti sans prévenir. Il avait été embauché sous un faux nom - celui d'un homme décédé dans la région, Kosuke Inoue - alors que l'entreprise avait envoyé une voiture dans le quartier d'Airin dans le but de recruter des demandeurs d'emplois et personne n'avait fait le rapprochement avec le criminel recherché,.
La famille de Lindsay est informée qu'Ichihashi est vivant et que sa trace a été retrouvée mais déclare rester sur la retenue en ce qui concerne la police japonaise sachant qu'il s'est déjà enfui de l'entreprise de construction.
Ichihashi apprend les dernières nouvelles alors qu'il séjourne à Fukuoka, où il s'était précédemment rendu dans une clinique pour demander à modifier la forme de sa bouche, sans que le chirurgien n'accepte d'accéder à sa requête,. Il avait décidé de retourner se cacher sur l'ile d'Ōha depuis Kagoshima mais fait finalement le choix de prendre un ferry depuis Kōbe pour se rendre à Okinawa, craignant la surveillance de la police. Un agent de police procède à une vérification de son identité, mais il réussit à s'enfuir.

### Renseignements liés à deux ports d'embarquement de ferry
Le 10 novembre 2009, au terminal de ferry de Rokkō dans l'arrondissement de Higashinada à Kōbe, un employé remarque un homme suspect ressemblant à Ichihashi souhaitant embarquer pour Okinawa. Ce jour-là, le service étant interrompu entre Kōbe et Okinawa, il le redirige vers le service disponible depuis Ōsaka Nankō, et lorsque l'homme qu'il soupçonne d'être Ichihashi décide de remonter dans son taxi - dont le chauffeur contactera ensuite la police - et de s'y rendre, le responsable du port en informe les autorités ainsi que le responsable du port d'Ōsaka Nankō,,.
Ichihashi est appréhendé au terminal de ferry d'Ōsaka Nankō par des policiers qui l'interrogent pendant 10 minutes avant qu'il n'admette être Ichihashi. Il est transféré au commissariat de Suminoe, qui dépend de la police préfectorale d'Ōsaka, où il est arrêté en tant que suspect dans l'affaire Lindsay Hawker. Enfin, il est transféré via la ligne de Shinkansen Tōkaidō au commissariat de Gyōtoku, qui dépend de la police préfectorale de Chiba,,.
Ce 10 novembre, sachant que l'information concernant le décès de l'acteur Hisaya Morishige est également largement relayée, l'arrestation d'Ichihashi couvre plus de 20% des informations dans les médias.
C'est la station de télévision TBS qui prévient le père de Lindsay qu'Ichihashi vient d'être arrêté.

#### Garde à vue et poursuites judiciaires
Le 24 novembre 2009, n'ayant d'abord accepté de boire que de l'eau et du thé vert, il mange pour la première fois depuis son arrestation. Il se remet dès ce jour à manger de manière régulière et, jusque là terré dans le silence durant les interrogatoires, commence petit à petit à réaliser sa déposition.
Le 2 décembre, après 23 jours de garde à vue, le Bureau des procureurs du district de Chiba poursuit Ichihashi pour abandon de cadavre,.
Le 3 décembre, le sperme retrouvé sur le lieu du crime correspondant à l'ADN d'Ichihashi, le commissariat de police de Gyōtoku arrête de nouveau Ichihashi sous l'inculpation de meurtre et de viol ayant entraîné la mort et le défère, le 4 décembre devant le Bureau des procureurs du district de Chiba,.
Le 23 décembre, le Bureau des procureurs du district de Chiba poursuit également Ichihashi pour meurtre et viol ayant entraîné la mort.
Il sera examiné par trois juges professionnels et six juges non- professionnels lors du procès. C'est la première fois, depuis la Seconde Guerre mondiale, qu'un procès aura lieu dans le cadre de ce système de jury mixte mis en place en mai 2009,.
Le 23 janvier 2011, la police préfectorale de Chiba engage un enquêteur afin de saisir en tant que preuves les affaires d'Ichihashi restées dans son refuge sur l'île d'Ōha.

## Soutiens apportés à Ichihashi

### Fan club
Immédiatement après l'arrestation d'Ichihashi, un grand nombre de femmes (les Ichihashi Gyaru) forment une communauté sur le réseau social Mixi représentant le fan club d'Ichihashi, dont l'aspect moral est vivement critiqué. 2channel fait également l'objet de critiques. Le commissariat de police de Gyōtoku reçoit un nombre considérable de lettres adressées à Ichihashi. Ses fans l'appellent « Itchy » ou encore « Ichi-sama », l'une d'elles allant jusqu'à apporter un album avec des photos de chiens à Ichihashi, qui a récemment perdu le sien.
Une communauté qui blâme ce fan club se forme à son tour, certaines utilisatrices sont attaquées et beaucoup se retirent. Les auteures et membres actives du fan club défendent la légitimité de leur soutien en mentionnant le principe de la présomption d'innocence, rendu accessible avec l'introduction du système de jury mixte,.
Il existe un phénomène où, comme ici, certaines femmes cherchent à tisser des liens avec des suspects ou des criminels, comme cela a été observé au moment de l'affaire Aum Shinrikyō (avec les Jōyū Gyaru) ou au moment du massacre d'Ikeda,. Le psychologue spécialisé en criminologie Akira Sakuta, professeur et intervenant à l'université Seigakuin, a déclaré : « La compassion, la sympathie envers les suspects est un phénomène qui existe depuis longtemps et n'est pas rare, mais j'ai l'impression qu'il s'est amplifié avec l'apparition d'internet, étant donné que l'on peut plus facilement apporter notre soutien. [...] Ce sont des comportements marginaux comportant des risques et je pense qu'il y a une sorte de fascination de la part de ces femmes qui s'imaginent par conséquent pouvoir devenir des héroïnes. Dans une société où entreprendre des mouvements sociaux est compliqué, n'est-il pas normal qu'il y ait des personnes qui se prennent d'affection pour des criminels sociopathes ? » Le journaliste Akihiro Ōtani a quant à lui déclaré : « Je crois que c'est parce qu'on ne peut pas être blessé tant que cela relève du fictif et qu'il y a un manque de concevabilité dans la considération des sentiments de la victime. [...] Puisqu'Ichihashi, en tant que suspect, n'a rien dit à propos de l'incident, il est entouré d'un mystère qui fait que ces femmes développent leurs propres fantasmes. Quand la vérité sortira, il deviendra comme un homme en chair et en os qui sent la sueur. Elle prendront probablement leurs distances ».

### Appel aux dons pour les frais de justice
Le 20 février 2010, Naoki Motoyama, professeur émérite de l'université de Chiba et ancien consultant du club de karaté dont faisait partie Ichihashi à l'époque, met en place une « Association pour permettre un procès équitable » et lance un appel aux dons. Inquiet de la vaste médiatisation de l'affaire, c'est sa tendresse d'ancien professeur qui l'amène à souhaiter à Ichihashi d'avoir un procès équitable et de trouver la voie de la réhabilitation. La raison qu'évoque Motoyama pour justifier cette aide est qu'avec la modification considérable des charges passant d'abandon de cadavre à viol ayant entraîné la mort et meurtre, il est devenu difficile en termes de frais pour les avocats commis d'office de continuer à se charger de la défense d'Ichihashi. En juillet 2011, la collecte de fonds atteint 3,4 millions de yens, mais le tribunal révèle que plus de 300 appels malveillants et actes de harcèlement au moyen de ventes par correspondance ont déjà été observés depuis sa création.
Motoyama témoignera en faveur d'Ichihashi lors du procès. Il lui rend visite de façon hebdomadaire de juin 2011 à avril 2012. Il lui permet également de revoir son ex petite amie.

## Publication des mémoires de cavale d'Ichihashi
Le 26 janvier 2011, depuis le Centre de détention de Tokyo, Ichihashi publie chez Gentōsha son livre Taiho sareru made : kūhaku no ni nen nana kagetsu no kiroku (逮捕されるまで　空白の2年7カ月の記録, Jusqu'au jour où je me suis fait arrêter : mémoires de 2 ans et 7 mois dans le vide), mémoires dans lesquelles il décrit notamment à quoi ressemblait sa vie en cavale mais également ses états d'esprit. Puisqu'aucune entrevue n'était possible, les échanges de manuscrits se sont fait de manière indirecte. Son éditrice a déclaré : « J'ai senti que l'accusé avait un œil attentif, une grande sensibilité ». La famille de Lindsay s'est également exprimée : « Est-il permis d'écrire un tel livre avant le procès ? Nous éprouvons un profond dégoût et sommes offensés. Tout ce que nous demandons, c'est une sanction juste. »,,
Près d'un mois après sa publication, et ce malgré la réticence de nombreux Japonais, le livre s'est déjà vendu à hauteur de 100 000 exemplaires. En juillet 2011, il a gagné 11 millions de yens en droits d'auteur, soit 9,12 millions de yens hors taxes. Ichihashi souhaite reverser la totalité des bénéfices à la famille de Lindsay. Cependant, les parents de la victimes ont indiqué que « ce serait se faire de l'argent sur le meurtre de leur fille », et déclaré formellement devant le Tribunal du district de Chiba qu'ils n'en accepteraient pas un centime. L'ouvrage mentionne que si la famille de la victime n'accepte pas l'argent des droits d'auteur, il irait alors à l'intérêt public.

## Procès
La première audience se déroule le 4 juillet 2011 et la dernière le 12 juillet, au Tribunal du district de Chiba,. Les faits reprochés, constituant l'acte d'accusation, sont le meurtre, le viol ayant entraîné la mort et l'abandon du corps de Lindsay Hawker. Les parents et les deux sœurs de la victime participent au procès dans le cadre du « système de participation des victimes », introduit au 1er décembre 2008 au Japon, qui leur permet de témoigner également,.
Les procureurs considèrent qu'Ichihashi en est arrivé à tuer Lindsay par peur que l'incident soit découvert, tandis que la défense et donc l'accusé reconnaissent le viol, la séquestration et d'avoir causé le décès tout en niant avoir eu l'intention de commettre un meurtre. De ce fait, ils revendiquent le viol ainsi que les coups et blessures ayant entraîné la mort mais pas le meurtre ni le viol ayant entraîné la mort. Les procureurs affirment qu'en étranglant la victime avec une force démesurée pendant plus de trois minutes, son intention de commettre un meurtre était évidente, et qu'il est impossible de croire à une tentative de réanimation sachant que les côtes n'ont subi aucun dégât. La famille de la victime n'hésite pas à réclamer la peine capitale, mais Ichihashi n'ayant aucun antécédent judiciaire et n'ayant fait qu'une seule victime, les procureurs doivent se résoudre à requérir la réclusion à perpétuité.
D'après le contenu de la déposition d'Ichihashi et les déclarations de l'équipe de la défense :
1. Ichihashi n'avait aucune intention de commettre un meurtre mais il s'avère que Lindsay a été tuée et il en assumera la responsabilité
2. Il ne l'a pas fait venir chez lui dans le but de commettre des violences à son encontre mais uniquement dans le but de lui donner l'argent pour payer le cours
3. Les cheveux de Lindsay se sont emmêlés à un moment où il a voulu lui fermer la bouche, c'est pourquoi il s'est énervé en les lui coupant
4. Il a apporté la baignoire dans la pièce de style japonais et y a mis Lindsay, sur laquelle il a disposé une couverture
5. Ils ont parlé anglais, écouté un discours de Martin Luther King sur le net et bu un jus
6. Il y eut des moments où il défaisait les liens
7. Il a pratiqué la respiration artificielle sur Lindsay[78],[63],[83].

Dans sa déposition lors de la première audience du procès, Ichihashi déclare également qu'il ne pouvait plus fuir et pensait mourir dans son refuge sur l'île d'Ōha.

### Première instance - Tribunal du district de Chiba
Le 21 juillet 2011, le Tribunal du district de Chiba accède à la demande de peine des procureurs et condamne Ichihashi à la réclusion à perpétuité. Le meurtre et l'abandon de cadavre sont bien reconnus, comme le souhaitaient les procureurs, ainsi que le viol - et non le viol ayant entraîné la mort -, comme le souhaitait la défense, justifié par le fait qu'« il y a une incohérence au niveau de la temporalité due au temps considérable écoulé entre le viol et la pression maintenue sur le cou ». Face à la famille de Lindsay qui avait demandé la peine capitale, le président du tribunal Masaya Hotta explique les raisons d'une telle peine : « Ce n'était pas un acte prémédité et on ne peut affirmer qu'il n'y a pas de possibilité de réhabilitation »,. En ce qui concerne la décision du tribunal, la famille de Lindsay a déclaré : « Nous avons attendu 4 ans et demi d'obtenir justice pour Lindsay. Nous y sommes parvenus aujourd'hui. Nous sommes très contents. Je tiens à remercier la police japonaise qui n'a jamais cessé de chercher Ichihashi. Lindsey adorait le Japon et vous ne l'avez jamais laissée tomber. »

### Procès en appel - Haute Cour de Tokyo
« Nous nous opposons à la peine qui a été fixée », a critiqué la défense à la suite du jugement de première instance mentionné ci-dessus.
Le 2 août 2011, la défense fait appel du jugement devant la Haute Cour de Tokyo pour cause d'inexactitudes dans la reconnaissance des faits et de condamnation injustifiée. Ichihashi, qui s'est entretenu avec son équipe d'avocats, a ouvertement déclaré d'un air contrarié : « Ce que je dis est vrai. Pourquoi dites-vous qu'on ne peut pas me faire confiance ? »,
Le 15 mars 2012, la première audience du procès en appel se tient à la Haute Cour de Tokyo. La défense nie toujours l'intention de commettre un meurtre et avance qu'« une peine à durée déterminée de 20 à 30 ans de réclusion serait pertinente », tandis que les procureurs déclarent vouloir rejeter l'appel et maintenir la peine de réclusion à perpétuité prononcée en première instance. Le procès en appel se conclut en une journée.
Le 11 avril, à la Haute Cour de Tokyo, le président de la cour Yoshinobu Iida déclare que « l'on ne peut distinguer aucun remords sincères chez l'accusé » et rejette l'appel en approuvant la peine de réclusion à perpétuité prononcée en première instance par le Tribunal du district de Chiba,.
Le 25 avril, aucune des deux parties n'ayant formé de pourvoi en cassation dans le délai autorisé, le jugement est fixé définitivement. Lorsque l'équipe de la défense d'Ichihashi lui fait part de sa volonté, faute de preuves supplémentaires, de ne pas former de pourvoi en cassation, celui-ci indique ne pas en avoir l'intention non plus.
Ichihashi est incarcéré à la prison de Nagano, où il se trouve toujours actuellement. Au Japon, la libération conditionnelle est généralement possible après 30 ans de peine accomplie. Ichihashi aurait alors plus de 60 ans.

## Adaptation cinématographie de la vie en cavale d'Ichihashi
En 2013, Dean Fujioka a réalisé I Am Ichihashi: Journal of a Murderer (en)"(I am ICHIHASHI逮捕されるまで, I am ICHIHASHI Taiho Sareru made), dont il est également l'acteur principal et dont le sujet est la vie en cavale d'Ichihashi telle qu'il l'a lui-même écrite dans son livre. Le film a été diffusé dans les salles de cinéma et a reçu de nombreuses critiques relatives à son éthique.
La famille de Lindsay n'a par ailleurs jamais été contacté dans le cadre du projet, et il n'a pas été prévu de lui reverser une quelconque somme d'argent sachant qu'elle a auparavant refusé de recevoir les bénéfices du livre d'Ichihashi. La mère de Lindsay a déclaré que le film était « de mauvais goût et une insulte à sa mémoire », insistant sur le fait que sa famille n'aurait jamais donné son consentement si elle avait été consultée. La société de production Sedic International a souligné que le film n'était en aucun cas une tentative de minimiser le crime commis ou de défendre Ichihashi. Quant à Ichihashi, il avait refusé de s'entretenir avec Fujioka avant le début du tournage.

## Autres

### Récompense
La récompense de 10 millions de yens offerte pour la transmission de toute information importante permettant de mener à l'arrestation d'Ichihashi dans le cadre de l'affaire Lindsay Hawker a été versée à trois entreprises, à savoir la clinique de chirurgie esthétique de Nagoya qui a fourni la photographie post-opératoire d'Ichihashi, la société de ferry qui a permis de le localiser le jour de son arrestation et la société de taxi qui l'a conduit jusqu'au terminal de ferry.

### Entreprise de construction
Son attitude au travail était relativement bonne, mais il se montrait peu enclin à participer aux évènements de l'entreprise, se cachait toujours le visage derrière des chapeaux ou des lunettes et ne se laissait pas prendre en photo. Ses anciens collègues l'ont décrit comme quelqu'un d'étrange et de solitaire, passant tout son temps libre dans sa chambre à lire des mangas et regarder des vidéos. Il aurait été impliqué dans une bagarre avec un autre employé durant l'été 2009, et lorsqu'un de ses collègues lui avait dit qu'il aurait pu le tuer, il avait explosé en sanglots.
Après l'arrestation d'Ichihashi, l'entreprise a souffert des rumeurs et s'est notamment vue refuser des contrats, perçue comme l'entreprise qui a embauché un meurtrier recherché.

### Arrestation d'un employé de TBS
Lorsqu'Ichihashi a été déféré le 12 novembre 2009, le directeur du Bureau de production de l'information appartenant à la chaîne de télévision TBS a été arrêté en flagrant délit d'entrave à l'exercice d'une mission d'intérêt général alors qu'il avait franchi la ligne règlementaire pour prendre des photos d'Ichihashi, bousculé et blessé le policier qui avait tenté de le retenir et s'était rué sur le véhicule de transfert pour taper à la vitre à plusieurs reprises. D'après un témoin, il aurait « continuer à opposer de la résistance même après son arrestation ». D'autres cadreurs s'étaient alors rués sur le véhicule, créant une scène de chaos dans laquelle le caméraman du journal Nikkei s'est fait poussé par derrière et s'est blessé en se fissurant l'os d'un doigt de la main droite. « Je voulais avoir de bonnes images. Je suis sincèrement désolé pour les ennuis que j'ai causés », a déclaré l'individu interpelé qui a été relâché le soir même. Le 1er juillet 2010, le Bureau des procureurs du district de Chiba a annoncé avoir abandonné les poursuites à son encontre.

### Lettre d'excuses
Au mois de mai 2010, Ichihashi a envoyé une lettre d'excuses de quatre pages écrite en anglais et en japonais à la famille de Lindsay, qui a toutefois refuser de la réceptionner, estimant que c'était une stratégie pour le procès. Le Times, qui s'est procuré une copie de la lettre, en a publié des extraits le 5 octobre 2010,.

### Affaires de vol
En 2004, dans un manga café, Ichihashi aurait volé un portefeuille contenant environ 10 000 yens, tombé de la poche arrière du pantalon d'un salarié. Il s'était fait prendre sur le fait par l'homme qui s'en était rendu compte, avait été arrêté et avait passé 14 jours en garde à vue. Cependant, les parents d'Ichihashi s'étaient arrangés à l'amiable avec la victime afin qu'il soit remis en liberté. Il aurait également entamé une grève de la faim durant cette garde à vue.
En 2002, il aurait également agressé une femme dans la rue pour lui voler ses affaires, mais son père aurait acheté le silence de la victime en lui offrant 1 million de yens.

### Syndrome de la femme blanche disparue et péril jaune
Mizuho Fukushima du The Asia Pacific Journal et Jenny Holt de chez The Guardian ont critiqué la couverture sensationnaliste de l'affaire dans la presse britannique, la caractérisant comme une combinaison du syndrome de la femme blanche disparue et de l'alarmisme du péril jaune, évoquant par la même occasion l'affaire Lucie Blackman qui présente des similitudes avec l'affaire Lindsay Hawker,.

### Manifestations anti-Japonais en Chine
Sans que cela n'ait de rapport direct avec l'affaire Lindsay Hawker, lors des manifestations anti-Japonais en septembre 2012 en Chine, des informations selon lesquelles « deux étudiants japonais étant venus étudier le chinois [avaient] été arrêtés pour incitation à la révolte par le pillage et la destruction » s'étaient propagées et le microblog Sina Weibo avait publié les photos des visages de « deux Japonais ». Sauf que ces photos étaient respectivement celle qui avait été diffusée lors du signalement d'Ichihashi et celle rendue publique après son arrestation.

### Ressources audiovisuelles
- I Am Ichihashi: Journal of a Murderer (I am ICHIHASHI逮捕されるまで, I am Ichihashi Taiho Sareru made), un film de Dean Fujioka sorti en 2013.
- Vanished in Japan, un documentaire diffusé en 2008 sur ABC News.
- « A Tokyo Murder », une émission diffusée en 2008 par BBC Radio 4.